# 그로스 해킹
그로스 해킹(Growth hacking)은 창의성, 분석적인 사고, 소셜 망을 이용하여 제품을 팔고, 노출시키는 마케팅 방법으로 스타트업회사들에 의해 개발되었다. 성장을 뜻하는 growth와 해킹(hacking)이 결합된 단어로 고객의 반응에 따라 제품 및 서비스를 수정해 제품과 시장의 궁합(Product-Market Fit)을 높이는 것을 의미한다. 여기서 말하는 고객의 반응은 정량 데이터와 정성 데이터로 산출된다.  그로스해킹을 간단히 정의하자면 '전체 개발 과정에 걸쳐 마케팅 아이디어를 제품에 녹여내는 전략'이라 말할 수 있다. 다시 말하자면 제품과 서비스를 성장시키기 위해 온라인 행동 데이터를 분석하며 이를 바탕으로 사용자 경험을 최적화하는 것이다.  원래는 스타트업에서 자주 쓰이던 용어였지만 현재 마케팅 업계 전반에서 회사 매출 증대를 위한 한가지 방법으로 고려하고 이를 도입하는 추세다. 그로스 해킹은 고객의 웹사이트 방문 기록, 머무른 시간, 회원 가입으로 전환되는 비율 등 다양한 데이터를 기반으로 더 나은 서비스와 제품을 제공하기 위해 시도된다.
“그로스 해커는 자신들의 비즈니스의 핵심 성과 지표를 계속하여 성장시키는 사람을 의미한다. 그들이 하는 모든 일은 잠재력 있는 성장에 미칠 수 있는 모든 요인들을 면밀히 조사한다. 이 직무가 회사에서 중요할까요? 지속적인 성장을 하려는 기업들에게는 가장 중요한 일이 될 것이다. 일 잘하는 그로스 해커는 또한 아이디어의 우선 순위를 정하는 그로스 해킹 프로세스를 따르도록 훈련받아야한다. 또한 그들은 아이디어를 테스트하고, 분석할 수 있는 성장 동력을 지속적으로 유지하고 불필요한 리소스들 중 어떤 것들을 줄일 것인지 분석 할 수 있어야 한다. 이 프로세스가 신속하게 반복될수록 확장 가능하고 반복 가능한 방식으로 비즈니스를 성장시킬 가능성이 커진다.”
그로스 해킹은 데이터에 기반해 소비자와 가장 밀접한 문제를 파악하고 해결해 고객의 니즈를 충족시키는 마케팅 기법이다. 그로스 해킹을 하기 위해선 우선 서비스와 제품에 대한 소비자 기반 데이터 분석을 해야 한다. 이후 이를 토대로 가설과 목표를 세우고, 목표에 맞는 해결책을 직접 도입한 뒤, 그 결과를 다시 가설 단계에 반영해 점진적으로 서비스를 개선한다. 몇 년 전까지만 해도 해외 스타트업에서나 볼 수 있었던 그로스팀이 최근 국내 스타트업 내에도 늘어나고 있는 추세다. 이에 따라 그로스해킹을 돕는 솔루션의 활용도 크게 중요해졌다.
과거의 마케팅 전략이 완성된 제품을 대상으로 광고, 홍보, 자본 등 다양한 마케팅 도구를 활용해 시장의 점유율과 브랜드의 인지도를 높여가는 방식이라면, 그로스 해킹은 생산부터 판매에 이르는 전 과정에서 소비자가 원하고 필요한 제품을 만드는 데 집중한다. 제품의 구상단계부터 프로그래밍, 빅데이터 분석 등을 적극적으로 활용하여 제품과 서비스를 제작하게 된다. 이후에는 메일, 클릭당 지불광고, 블로그, 플랫폼 API(Application Programming Interface) 등으로 이용자를 끌어들이는 데 이 과정에서 CPM(Cost Per Mille), CPC(Cost Per Click), 방문자 수 등 객관적인 수치로 환산할 수 있는 데이터를 바탕으로 자사의 제품을 철저하게 분석하고 타깃 유저들의 니즈에 기반을 둔 인사이트를 적용하여 마케팅 전략을 수립한다. 또한 제품과 소비자들이 서로 완벽하게 동화될 수 있을 때까지 최소존속제품(Minimum Viable Product)을 끊임없이 개선해나가는 과정도 동반된다.
온라인 마케팅의 한 종류라고 볼 수 있는데, 그로스 해커(growth hacker)들은 검색엔진 최적화, 웹사이트 분석, 컨텐츠 마케팅, A/B 테스팅과 같은 이미 대중화된 기술을 잘 이용하고 있다.
그로스 해커(growth hacker)들은 낮은 비용으로 라디오, 뉴스, 텔레비전 광고 등과 같은 기존 미디어광고을 대체할 수 있는 소셜미디어나 바이럴 마케팅과 같은 혁신적인 방법들에 초점을 두고있다. 그로스 해킹(Growth hacking)은 “먼저 성장하고, 수익은 나중에”를 추구하는 ‘lean’한 출발을 가능하게하여 스타트업들에게 특히 중요하다.
Facebook, Twitter, LinkedIn, AirBnB 그리고 Dropbox, 이 모든 회사가 그로스 해킹(Growth hacking) 기술을 사용하는 회사들이다.

## 역사
2010년에 션 엘리스가 그로스 해킹이라는 언어를 만들었다. 그로스 해킹이라는 용어를 만든 션 엘리스는 Dropbox 마케팅, Eventbrite, Logmein, Uproar 등 마케팅 활동을 이끌어 시가총액 10억달러 (약 1.1조원) 이상으로 성공시킨 실리콘밸리 최고의 마케터이자 그로스해커이다. 그는 고객정보 분석, 설문조사 기업인 콸라루의 설립자이자 CEO로 수백만달러의 매출을 올리고 성공적으로 매각한 경험도 있다.

## 관련 개념
그로스해킹 전문기업들은 다양한 형태의 마케팅과 제품 반복을 활용해 전환율을 높이고 빠른 성장을 목표로 설득력 있는 카피, 이메일 마케팅, SEO 및 바이러스 전략을 빠르게 테스트한다. 일부는 그로스 해킹을온라인 마케팅 생태계의 일부로 간주하는데, 이는 그로스 해커들이 검색 엔진 최적화, 웹사이트 분석, 콘텐츠 마케팅, A/B 테스트와 같은 기술을 사용하고 있기 때문이다. 한편, 모든 마케터가 성장 해커에게 필요한 모든 데이터와 기술 기술을 보유하고 있는 것은 아니므로, 이 분야의 별도 명칭이 적용된다.

### AB테스트
A/B테스트는 두 개의 변형 A와 B를 사용하는 종합대조 실험이며, 버킷테스트 혹은 분할/실행 테스트라고 불리기도 한다. 이것은 인과관계를 찾는 일종의 통계적 가설 설정을 통한 결과 확인 작업을 의미한다. 즉 인터넷상에서의 웹이나 앱에서 A버전과 B버전을 무작위로 사용자들에게 보여주고 어떠한 선택 혹은 연결 행위를 하는지를 실험하여 그 결과를 실행에 반영하는 것이다. 사실 A/B테스트는 리서치 분야에서만 주로 활용되던 기법이었는데, 웹 기술이 발전하고 마케팅을 포함한 다양한 운영 전략이 고도화되면서 더 다양한 분야에서 보편화된 기법이다.  디지털 마케팅에서 두 가지 이상의 시안 중 최적안을 선정하기 위해 시험하는 방법으로 쉽게 설명해서 타겟에게 A 또는 B를 보여주고 더 좋은 반응이 나오는 형식이 무엇인지를 테스트하는 것을 의미한다. 일반적으로 웹페이지나 앱 개선 시 사용자 인터페이스(UI/UX)를 최적화하기 위해, 실사용자들을 두 집단으로 나누어 기존의 웹페이지 디자인 A안과 새로 개선된 B안을 각각 랜덤으로 보여준 후, A와 B중 선호도가 높게 나온 쪽으로 결정한다. A/B테스트는 주로 웹 분석을 비롯한 마케팅 분야에서 기존의 A안과 이와는 다른 새로운 버전의 B안이 제안되었을 경우, 이들 안을 무작위로 인터넷 사용자들에게 노출시키고 사용자들의 이용 패턴 등을 전체 데이터화해 그 결과물을 비교, 분석하는데, 구 버전과 신 버전 사이트 간에 발생하는 클릭율, 구매율, 평균 구매금액 등 양 측을 비교할 수 있는 다양한 팩터를 설정해, 두 버전 간 이루어진 팩터들의 결과물을 비교해 보고, 이 중 생산적인 버전이 어떤 것인가를 채택함을 목표로 추진한다. A/B 테스팅은 단순히 선호도 조사이기 때문에 쉽고 직관적이지만, 사용자가 어떤 부분을 왜 선호하는지와 같은 심층 조사를 할 수 없다.
세계 최대 스트리밍 업체인 ‘넷플릭스’의 경우에는 프로그램 소개 화면을 수시로 바꾸면서 접속자들의 반응을 살피고 있다. 물론 이것은 온전한 개념의 A/B테스트라고 부를 수는 없지만, 넷플릭스 측은 해당 화면이 접속자(혹은 프로그램 이용자)들의 시선을 끌지 못하고 신속하게 다른 화면으로 이동한다는 것은 해당 화면에서 올바른 콘텐츠를 보여주지 못했거나, 올바른 콘텐츠이긴 하지만 접속자들에게 그 콘텐츠를 왜 봐야 하는지의 충분한 유인 혹은 증거를 제시하지 못했기 때문으로 생각하고 있으며, 이에 따른 분석을 통해 좀 더 개선된 화면을 제공하는데 노력하고 있다. 이는 변형된 A/B테스트라 볼 수 있다.
구글 또한 오래 전부터 A/B테스팅을 적극 활용해 왔는데, 현재도 지속적으로 50개 이상의 테스트를 진행하고 있는 것으로 알려져 있다. 다만 A/B테스트의 한계를 인식해야 하는데, 기존 사이트에 익숙한 사용자들의 만족도, 신규 사이트 노출에 따른 취향변화, 특정 성별/나이대에 대한 세분화 및 특정고객 타겟팅(targeting)에 따른 신 버전 전환의 타당성 등은 피드백된 데이터를 분석하면서 필히 고려해야 할 요소이다.

### SEO
검색 엔진 최적화(Search Engine Optimization, SEO)란 사이트를 검색자에게 최적화시키는 것을 의미한다. 검색 엔진의 기준에 최적화해 검색 순위를 올리는 것으로 많이 오해하지만, 소비자가 요구하는 사이트를 제작하고 운영하는 과정이라고 봐야한다. 본질적으로 SEO는 검색 엔진 결과에 콘텐츠를 노출함으로써 웹사이트 트래픽을 늘리는 역할을 한다. 즉, 구글과 같은 검색 엔진 결과 페이지에서 높은 순위를 차지하는 과정이다.  소비자 구매 여정에서 검색엔진 최적화의 역할은 의사 결정에 필요한 정보와 소비자를 연결시켜서 소비자가 그 다음 질문으로 넘어갈 수 있게 도와 이탈 없이 구매 의사 결정 과정 전체를 무사히 마칠 수 있도록 돕고 촉진하는 것이라고 할 수 있다.우선 90%의 소비자들이 검색 결과를 신뢰할 수 있다고 생각하며, 검색 결과를 통해 보다 깊은 정보 탐색을 시작했다고 말했다. 즉 소비자들에게 검색은 구매 여정의 관문 역할을 하는 것이다. 95%의 소비자들은 검색을 통해 본인이 문제나 니즈를 만족 시켜줄 제품이나 서비스를 발견한다고 답했다. 그리고 94%의 소비자들은 구매하기 전 검색을 통해 2개 이상의 다른 브랜드와 제품을 비교하거나 관련한 리뷰 등을 검토하는 과정을 거치며, 이를 통해 자신의 선택에 대한 확신을 강화한다고 한다.  마지막으로 93%의 소비자들이 구매 이후에도 제품의 다양한 활용법, 부가적인 편익에 대해 검색하며, 문제점 해결을 위해서도 정보를 검색한다고 답했다.  각 검색엔진은 사용자가 ‘검색’이라는 행동을 했을 때, 카테고리화 한 수많은 정보 가운데 우선적으로 보여줄 정보를 자체적으로 보유한 평가 알고리즘에 의해 선별한다. 많은 사용자들이 네이버를 검색엔진으로 사용하여 SEO의 중요성이 부각되지 않았으나 한국도 스마트폰을 전 국민이 쓰게 되고, 젊은 세대는 광고성 정보가 아니라 좀 더 알고 싶을 때는 구글에서 찾는 등의 일이 일어나게 되며 구글의 검색 점유율은 어느새 40%를 넘어 50%를 향해 가고 있고 우리나라가 20년 넘게 등한시했던 SEO의 중요성이 점점 부각되고 있다.

### AARRR
목표의 기준점이 되는 사업의 성장을 평가하기 위해 사용되는 분석 체계로는 AARRR 모델이 있다.  AARRR 모델은 미국의 Dave McClure가 제창한 모델로, 서비스의 성장을 획득(Aquisition), 활성화(Activation), 유지(Retention), 소개(Referral), 수익(Revenue)의 다섯 단계로 나누어 바라보는 방법론이다. 획득과 소개가 유저의 양, 활성화와 유지가 유저의 질에 기여하는 성장 지표가 되고, 최종적으로 수익은 사업으로서의 성장에 대해 논하게 되는 단계이다. 이러한 모델을 바탕으로 그로스 해킹을 실시하는 스타트업은 끊임없이 회사의 성장에 대해 자문하게 된다. 그로스(Growth, 성장) 마케팅은 유입뿐만 아니라, 퍼널의 모든 단계에 집중한다. 한 번 유입한 고객이 활발하게 우리 제품/서비스를 이용하고, 매출을 발생시키고, 바이럴까지 일으킬 때 사업이 성장할 수 있기 때문이다.
다음은 AARRR 단계별로 고려해야 하는 지표 별 설명이다.

#### Acquisition (획득)
- 신규 고객을 어떻게 유치하는가?
- 신규 고객들은 어떤 방법으로 우리 제품/서비스를 처음 접하고 있는가?
- 온/오프라인 광고, 홍보, 바이럴, 이메일, SNS 등 다수의 채널이 존재
- 측정 지표: CPA, CAC, 신규 방문자 수, 신규 방문자 유입 경로

#### Activation (활동, 활성화)
- 고객들이 우리 제품·서비스를 어떻게 처음으로 active 하게 이용하는가?
- 고객의 제품·서비스 첫 사용 경험은 긍정적인가?
- 사업마다 active 함의 기준이 다름(예: 서비스를 활발히 이용, 판매하는 제품의 상세 페이지를 빈번히 조회, 플랫폼 서비스의 콘텐츠 읽기 등)
- 측정 지표: 웹사이트 트래픽, 체류시간, PV, 회원가입률, 이벤트 참여율(이벤트 페이지 조회 수) 등

#### Retention (유지, 리텐션)
- 고객의 첫 구매 이후의 서비스 재사용률은 어떻게 되는가?
- 고객이 어떤 부분에서 가치를 느끼고 재사용하는가?
- 초기 비즈니스에서 가장 중요한 부분
- 측정 지표: 이탈률, 이탈 페이지

#### Revenue (매출)
- 고객이 우리 제품/서비스에 돈을 지불하는가?
- 어떤 상황의 고객이 매출에 많은 기여를 하는가?
- 측정 지표: 구매 전환율, 매출, 주문 별 객단가

#### Referral (추천)
- 사용자가 자발적 바이럴, 공유를 일으키고 있는가?
- 측정 지표: 공유 수, 댓글 수

### KPI
먼저 KPI(Key Performance Indicator: 핵심 성과 지표)란, 특정 목표 달성을 위해 주목하고 관리해야 할 각각의 요소들의 성과 지표를 뜻한다. 이 때 지표로 설정할 수치를 잘못 선정하게 되면 정확한 실적 평가가 어려진다.  KPI는 기업이 자신들의 비즈니스적인 목표를 얼마나 제대로 달성하는지 수치로 측정하는 것이다. 회사들이 디지털 비즈니스 모델을 창출하면 IT 조직들은 디지털 비즈니스 KPI를 추적해야 한다. 2019년 4월 가트너 애널리스트 제임스 앤더슨과 폴 프록터가 발표한 조사 내용에 따르면 디지털 비즈니스 KPI에는 두 가지 유형이 있다. 첫 번째 유형은 현재 비즈니스 모델, 지속되는 판매, 마케팅 활동, 공급망, 제품 및 서비스, 고객 서비스의 디지털화 진척 상황을 평가한다. 두 번째 유형은 새로운 디지털 비즈니스 모델의 모색으로 창출되고 비디지털 수입원과는 뚜렷이 차별화되는 새로운 수입원의 진척상황과 기회를 평가한다.
어떤 지표를 KPI로 설정하느냐는 상당히 중요하다. 단 하나의 정답은 없고 기업에 따라 다를 수 있다. 예를 들면, 복수의 상품을 취급한다면 전체적으로 끌어 올리고 싶은지 특정 상품에 주력하고 싶은지, 계약이 성사된 지 얼마되지 않은 고객을 극진히 케어하여 우량 고객으로 육성하고 싶은지, 아니면 우량 고객 대상으로 업셀을 강화할 것인지. 회사 방침 및 업무 상황, 취급 상품에 따라 적합한 KPI는 달라진다. 그러므로 KPI 설정을 하기 전에 「어떤 요소를 키우고 싶은가」를 결정해야 한다. 그에 따라 지표를 KPI로 설정하면 목적에 맞는 업무 실적을 올바르게 평가할 수 있다.
KPI를 설정하는 이유는 업무 실적을 평가하기 위함이다. 평가는 분석하고 개선하지 않는다면 의미가 없다. 단순히 「실적이 부진하구나」에서 끝나버리게 되는 것이다. 분석과 개선에는 어느 정도의 시간이 걸리기 때문에 그 결과가 나타나기까지 더 많은 시간이 소요된다. 효과를 주고자 한 것이 대상에 영향을 미칠 때까지의 시간적 경과를 시차(time-lag)라고 하는데, 이렇게 되면 시차(타임 래그)가 길어져 그 시간 동안 고객이 떠나갈 위험도 있다. 때문에 KPI는 단기적 대응이 가능한 것을 선택하는 것이 핵심이다. 측정에 어느 정도 기간이 필요한 지표를 사용할 때는 그것을 보충할 수 있는 단기 지표를 병용하면 좋을 것이다. KPI의 움직임을 보면서 단기간에 PDCA(PLAN DO CHECK ACTION, 목표달성을 위해 ‘계획→실천→확인→조치’를 반복하는 행위)를 돌릴 수 있는 지표를 설정해야한다.
KPI는 「한 번 정하면 그것으로 고정」되는 것은 아니다. 정기적으로 검토하고 변경해야 한다. 애초 설정했던 KPI를 실제로 진행해보니 그다지 실상을 반영하지 못하고 있는 경우가 종종 있다. 오히려 초기부터 완벽한 KPI 설정이 가능한 케이스는 적을 것이다. 적절하지 않은 KPI를 그대로 계속 사용하면 KPI를 설정한 의미가 흐려지고 그 결과를 바탕으로 개선하는 것도 기대한 효과를 얻는 것도 불가능해진다. 그래서 일반적으로 광범위하게 사용되고 있는 수치를 KPI로 설정하더라도 그 KPI가 타당한지를 수시로 검증하는 것은 중요하다. 만약 타당하다고 생각되지 않으면 다른 수치로 대체하거나 추가하거나 하면서 수정하며 진행해야한다.
KPI는 설정만으로 의미 있는 것이 아니라 달성하기 위한 행동을 하는 것이 중요하다. 이를 위해서는,KPI를 바탕으로 각 시책의 진행 단위마다 KPI를 설정해두고 그 수치를 추적하면서 KPI를 달성해 갈 수 있도록 구조화해야 한다. 그렇게 한다면 달성해야만 하는 KPI를 위해 해야만 하는 것들이 더욱 명확해질 것이다.

KPI는 목표 달성 과정에서 어느 단계를 평가하는지에 따라 네 가지 유형으로 나눠진다.
- 투입 KPI 사업을 추진하기에 앞서 예산, 인력 및 물자를 규모와 계획에 맞춰 적절하게 집행했는지 평가한다. 예시: 연구 개발 비용, 직원 교육비, 원자재 구매비용 책정 등
- 과정/활동 KPI 원하는 사업 성과를 도출하기 위해 수행한 특정 절차의 효율성, 생산성, 품질, 일관성을 측정한다. 아울러 이런 절차를 통제하는 방식을 평가할 수도 있다. 절차가 순조롭게 이루어질수록 산출 결과도 좋아진다. 예시: 발주 물량 인도 소요 시간, 재작업률, 창고 비용, 정보 시스템 효율성, 직원 수 대비 행정 처리 비용
- 산출 KPI 사업 진행 과정을 통해 무엇을 생산했는지, 얼마나 많은 일을 해냈는지를 측정한다. 사업 활동에 따른 일차적인 결과물이자, 아래에서 살펴볼 궁극적인 사업 성과 KPI를 이끄는 동인이기도 하다. 예시: 매출, 숙련된 직원 수, 신규 고객 유치 수, 거래 처리량
- 결과 KPI 최종적인 목표 달성도, 사업 활동을 통해 궁극적으로 이룬 성과나 그 성과가 조직에 미친 중요한 영향력을 평가한다. 예시: 브랜드 인지도, 고객 보유율, 직원 만족도 등

KPI는 크게 정량적 지표와 정성적 지표로 구분할 수 있다. ‘정량적’이란 양을 헤아려 나타내는 수치를, ‘정성적’이란 속성이나 품질을 파악하는 수치를 말한다. 쉬운 예로 어떤 회사의 인사 부서에서 직원들을 평가할 때, 대상 직원이 한 달 동안 올린 매출액, 영업 이익 등을 평가하는 데는 정량적 지표가 사용되고, 회사 생활을 얼마나 성실하게 했는지, 얼마나 창의적이고 효율적인 방식으로 업무를 처리하는지, 고객과 얼마나 원만한 관계를 유지하는지 등을 평가하는 데는 정성적 지표가 사용된다고 할 수 있다. 정량 지표를 활용하면 회사의 재정상, 운영상 목표를 확실하게 정의하고, 달성 현황을 체계적이고 명료하게 파악할 수 있다. 경영진은 중요한 의사결정을 빠르고 유연하게 내릴 수 있는 한편, 직원들은 ‘많이 팔아야 한다’, ‘잘해야 한다’ 등의 막연한 구호가 아닌 ‘전년 대비 매출 20% 증대’ 같은 구체적인 수치 달성을 목표로 한층 업무에 집중하고 능동적으로 움직일 수 있다. 그러나 정량 지표에만 치중하다 보면 여러 부작용이 나올 수 있다. 가장 먼저 예상 가능한 문제점은, 조직에서 설정한 KPI가 실제로 해당 조직의 성장과 발전에 의미 있는 지표가 아니라면 KPI를 달성하더라도 실제적인 목표 성취에는 실패했을 수도 있다는 것이다. 이해를 돕기 위한 예시로 한 지방 자치 단체에서 축제를 개최했다고 하자. 애초에 지역에서 축제를 여는 목적은 지역 주민들의 자긍심을 높이고, 관광객을 유치해 지역 경제를 활성화하기 위함이다. 그런데 정량 지표인 ‘방문객 수’만을 KPI로 설정한다면, 실제로 지역에 대해 좋은 인상을 심어주는 알차고 재미있는 축제 프로그램을 기획하기 보다, 주변 학교에서 학생들을 대거 동원해 방문객 수를 늘리는 데 총력을 기울임으로써 KPI를 달성할 수 있다. 결과적으로 KPI를 초과 달성하더라도 축제의 원래 목적인 지역 인지도 상승은커녕, 먼 발걸음을 했던 타지 관광객들에게 안 좋은 인상만 남길 수 있다. 이럴 때 필요한 것이 어떤 활동의 속성을 평가하는 정성 지표다. 정성 지표는 한 마디로 ‘양보다 질’을 평가한다. 축제 방문객들을 대상으로 산출한 만족도를 정성적 KPI로 설정하면 축제 준비 단계에서부터 방문객들이 즐길 프로그램을 기획하는 데 정성을 쏟을 수 있다. 정성 지표는 수치를 계산하는 정량 지표보다 객관성이나 공정성이 떨어진다는 이유로 외면받기도 하지만, 사업을 운영하는 초기 단계에서는 내실을 탄탄히 다지는 데 유용한 지표이다. 사업 초기에는 정량적 수치가 실제로 어떤 의미를 띠는지 파악하기 힘들어서 ‘축제 방문객 수’처럼 일차원적인 정량적 수치만 좇기 쉬운데, 이때 ‘방문객 만족도’라는 정성적 수치를 통해 방문객만 많다고 능사는 아님을 배우는 것이다.

### OKR

Google 이미지 로고

목표 및 핵심 결과지표(Objectives and key results), 즉 ‘OKR’은 조직적 차원에서 목표를 설정하고, 그 결과를 추적할 수 있도록 도와주는 목표 설정 프레임워크다. OKR은 목표 설정에 수 개월 걸릴 시간을 수 일로 단축해줄 수 있다. OKR의 역사는 1970년대로 거슬러 올라간다. OKR개념을 처음 생각해 낸 인물은 앤디 그로브(Andry Grove)였지만, 이를 널리 알린 것은 구글의 초기 투자자 중 한 명이기도 했던 존 도어(John Doerr)였다. OKR은 오래 지나지 않아 구글의 핵심 목표설정 프레임워크가 되었고, 링크드인, 트위터, 드롭박스, 스포티파이, 에어비앤비, 그리고 우버 등의 회사가 그 뒤를 따랐다. OKR은 목표 및 비전을 지원한다. 여기서 ‘목표’와 ‘결과’는 측정 가능해야 하고, 유연해야 하며, 투명하면서도 큰 야망을 품은 것이어야 한다. 주로 기업의 리더들이 설정한 목표인 경우가 많으며, 성과금이나 인사고과에 얽매여서는 안 된다. 궁극적으로, OKR은 기업이 야심 찬 목표를 설정할 수 있도록 도와주며 분기 별로 원하는 결과를 달성하도록 해준다. "KPI와 OKR 모두 성과 지표로 사용되긴 하지만, OKR은 KPI가 한 단계 진화한 형태라고 봐도 좋다. KPI보다 더욱 구체적이고 측정 가능한 결과를 의미하기 때문”이라고 BestVPN의 창립자 피트 자브로스키는 설명했다.  OKR은 주로3~5가지의 핵심 목표와, 그 밑에 각각 3~5가지의 주요 측정 가능한 결과로 구성이 된다. 아무리 규모가 큰 기업이라고 해도 OKR은 한 번에 5개 이상 설정할 수 없다. 또한 소규모 팀이나 조직의 경우 3개 까지만 설정하도록 한다. 목표를 설정하고 나면, 각 주요 결과들의 진척 사항을 하나 하나 추적해 나가게 된다. OKR 목표는 되도록이면 대단히 야심만만하고, 달성에 애를 먹을 만한 높은 목표여야 한다. 동시에 중요한 것은 OKR 목표 달성 여부가 인사 고과나 성과금, 일자리 안정성 등에 영향을 미치지 않을 것임을 분명히 알려 주는 것이다. 일단 OKR을 설정하고 나면, 각 목표 및 하위 결과의 진척 상황을 추적, 평가해야 한다. 보통 0~1, 또는 0%에서 100% 단위를 사용하여 평가를 내린다. 0.3 또는 30%는 목표를 거의 달성하지 못했다는 의미일 것이고, 0.7 또는 70%는 어느 정도 진척상황이 있었으나 결정적으로 원하던 바를 달성하지 못했음을 의미할 것이라고 아틀라시안은 설명했다. 1.0 또는 100%는 목표를 완벽하게 달성했음을 뜻하겠지만, 아틀라시안은 0.7 또는 70% 정도의 점수도 성공으로 간주해야 한다고 제시한다. OKR 목표들은 대개 대단히 야심차고, 장기적으로 내다 봐야 하기 때문에 이를 한 분기 내에 완벽하게 끝내기란 지나친 욕심이기 때문이다.

### NPS
NPS는 Net Promoter Score의 약어로 특정 기업 및 브랜드, 제품・서비스에 대해 이용자가 얼마나 애착과 신뢰를 가졌는지를 수치화한 것이다. 「고객 충성 지표」 라고 말하기도 한다. 일반적으로 NPS 측정을 위해서는 앙케이트를 사용하여 「이 상품을 주위에 추천하고 싶다고 생각하는가?」 와 같은 질문에 0에서 10까지 11단계로 회답을 받는다다. 이 회당 중 0에서 6까지는 그다지 지인에게 소개하고 싶지 않다고 생각하는 「비판자」이고, 7에서 8은 어느 쪽이라고 할 수 없는 「중립자」이다. 9에서 10을 답한 고객은 주위에 적극적으로 권유하고 싶다고 생각하는 「추천자」로 분류한다. 추천자의 비율에서 비판자의 비율을 뺀 수치가 NPS이다.  추천자는 이미 자사 혹은 자사 제품의 팬이고 만족도와 LTV가 높다고 생각할 수 있다. 또한, NPS가 높다는 것은 「비판자가 적고 추천자가 많다」 이기 때문에 수익으로 직결되는 지표라고 할 수 있다.

## 그로스해킹 사례

### 드랍박스

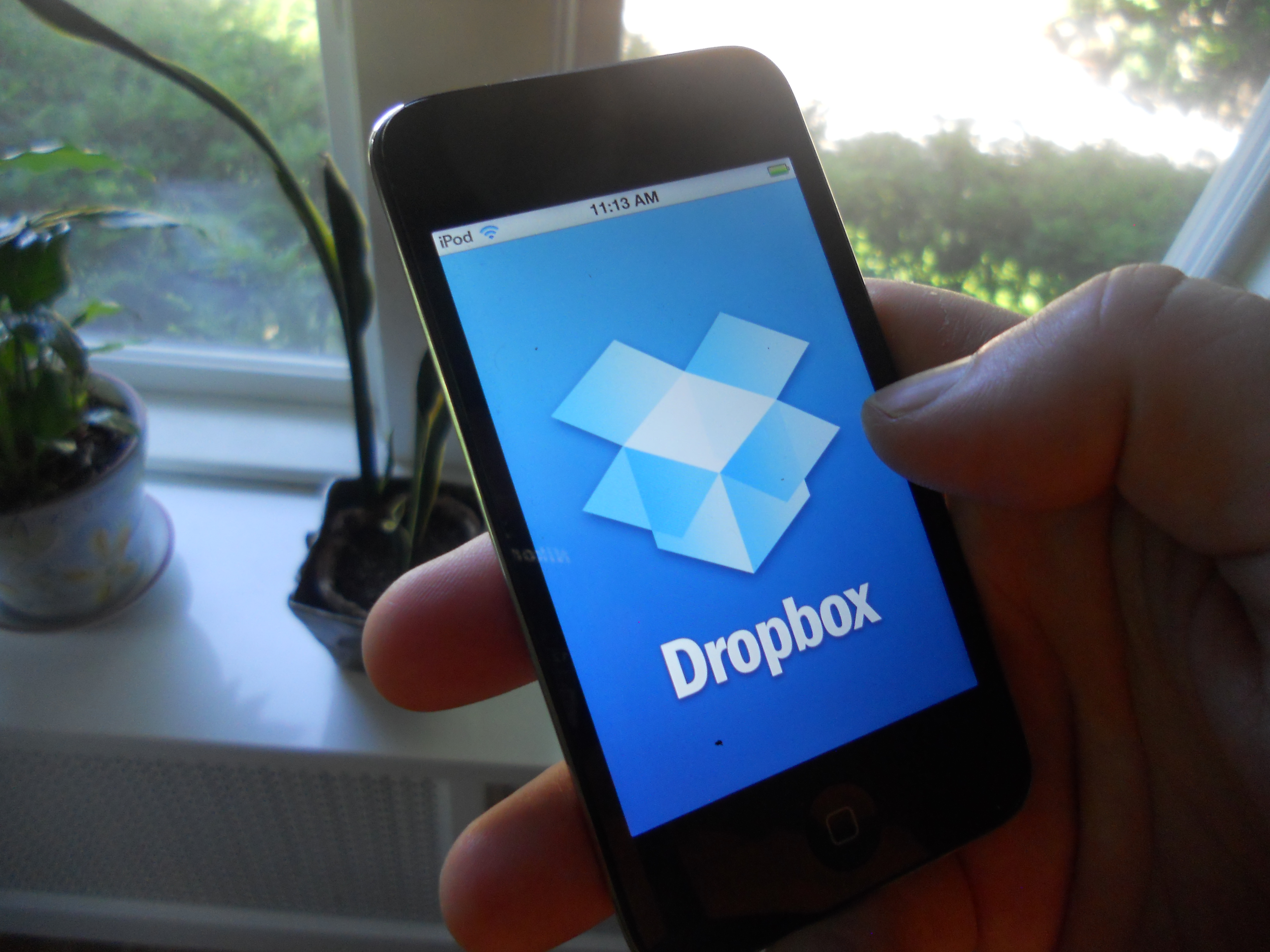

Ellis는 “그로스 해커”라는 용어를 창안했을 뿐만 아니라 Dropbox의 첫 마케팅 담당자였다. 드롭박스의 창업자들은 초기 이용자 집단을 끌어들인 후, 더 큰 성장을 위한 마케팅을 고민하게 된다. 전형적인 마케팅을 할 경우 한명의 가입자를 위해 233~388달러 정도의 높은 광고비를 지출해야 했다. 이 때 드롭박스는 그로스해킹을 실천하였는데, 사용자가 자사 서비스를 알게 되는 경로가 대부분 지인이라는 점에 주목하여 친구 추천으로 가입하면 두 사람 모두에게 무료로 저장 공간을 제공하는 아이디어로 엄청난 마케팅 효과를 얻게 되었다. 드롭박스 첫 페이지에 “무료 공간을 가져가세요”라는 작은 버튼 하나를 추가한 것인데 이용자가 친구를 초대하면 초대한 친구 한 명이 가입할 때마다 500mb의 용량을 무료로 제공하는 프로그램이었다. 이 단순한 버튼 하나로 드롭박스는 한달에 280만명의 신규 가입자를 유치하게 되었다. 소비자가 드롭박스에게 원하는 가치가 저장공간임을 잘 알고 있던 것이다. 가입 할 때 친구를 초대하거나 쿠폰을 주는 등의 형태는 현재 많은 브랜드에서 진행하고 있는 형태인데 드롭박스가 시초라고 할 수 있다. 이 프로모션을 통해 신규 회원 가입자수가 60%나 증가하였다.

### 링크드인

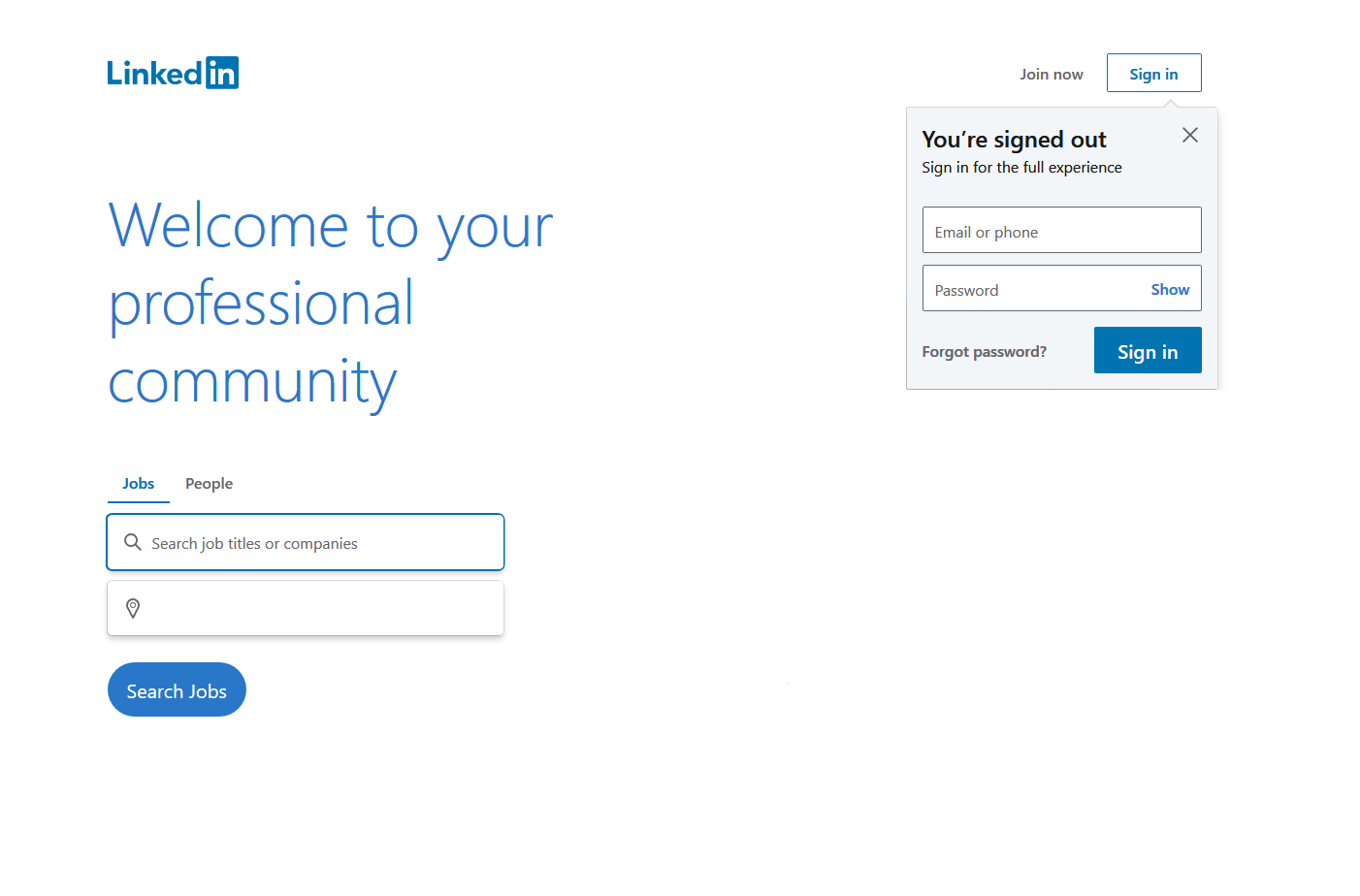

2002년 12월에 론칭된 링크드인은 구인구직 서비스에 SNS 기능을 합친 서비스로서 전세계 200여개 국에서 수억 명이 사용하고 있는 글로벌 비즈니스 플랫폼이다. 링크드인 또한 초기에 서비스를 더 활성화시키기 위해 기존 가입자들의 재방문이 무엇보다 중요했다. 가입자들이 자주 방문하여 활동해야 서비스 내에 콘텐츠가 생겨나기 때문이다. 링크드인 역시 그로스해킹을 이용해서 크게 성장했다. 링크드인이 유입 데이터를 분석한 결과 대부분의 이용자가 회사가 보낸 이메일을 통해 웹사이트를 다시 방문한다는 것을 확인했다. 그런데 보통 우리는 이메일을 열면 수십개, 수백개의 이메일 중에서 상단에 위치한 메일 몇 개 중에서 관심이 있는 메일을 눌러서 웹브라우저로 넘어간다. 그리고 나서 다시 이메일로 돌아오지 않고 웹브라우징을 계속하곤 한다. 그래서 링크드인은 사용자별로 이메일을 확인하는 평균 시간을 분석한 뒤 그것보다 30분 전에 메일을 발송해서 링크드인 메일이 메일함 상단에 위치하도록 했다. 그 결과 이용자들의 재방문율이 크게 높아지면서 회사가 성장했다.

### 페이스북

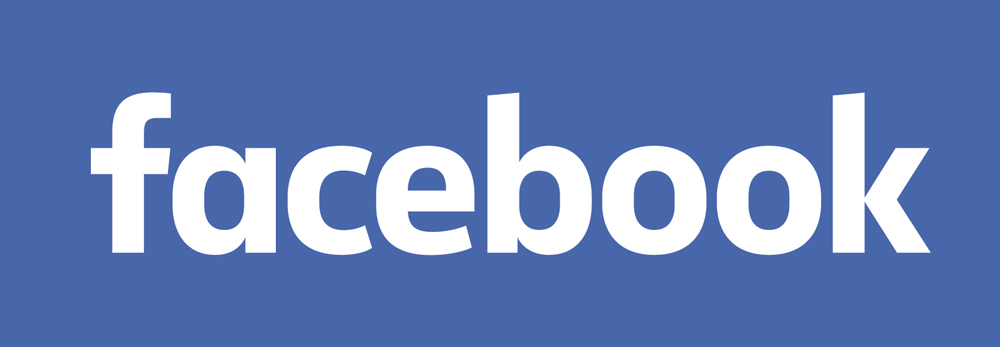

페이스북의 그로스해커들은 유저들이 가입하고 나서 10일이내에 7명 이상의 친구를 추가한 이용자가 가장 활발하게 서비스를 이용하는 ‘활성사용자(Active User)’가 된다는 것을 발견하게 되었다. 그래서 페이스북은 가입한 유저가 7명 이상의 친구를 추가할 수 있도록 ‘알 수도 있는 사람’이라는 기능을 추가하였다. 가입한 유저에게 ‘알 수도 있는 사람’을 추천해주어 자연스럽게 7명 이상의 친구를 추가하도록 유도한 것이다. 이 기능을 통해 가입자들을 활성사용자로 유도하였고 가입자들 스스로가 주변 지인에게 구전효과를 만들어 전체 가입률까지 높이는 결과를 얻게 되었다.

### 에어비앤비

에어비앤비에게 숙박을 할 여행자만큼 중요한 것이 바로 매물(집)의 퀄리티다. 매물의 퀄리티가 높아야 거래가 더 활성화되고 여행자도 더 찾아오기 때문이다. 에어비앤비는 매물의 퀄리티를 개선하기 위해 작은 이벤트를 진행했는데, 호스트가 매물을 등록할 때 전문 사진기사를 파견하여 멋진 집으로 보이도록 근사한 사진을 찍어주는 이벤트였다. 이 이벤트는 거래의 성사율을 높였고, 매물의 단가를 높였다. 특히 호스트(집 주인)의 충성도를 높이게 되었는데, 호스트에게 우리 집을 더 이쁘게 더 근사하게 보여주는 것만큼 더 중요한 가치는 없었기 때문이다. 에어비앤비는 매물의 사진에 조금만 변화를 주어도 충분히 매물의 퀄리티가 높아질 수 있다고 예상했던 것이다. 이 간단한 이벤트를 통해 호스트들은 매물을 어떻게 하면 더 근사하게 보일 수 있는지를 학습하게 되었고, 이벤트 후에도 호스트가 직접 올리는 사진 퀄리티가 더 높아져 꾸준한 지속효과를 가져왔다. 간단한 이벤트 하나로 서비스를 개선시킨 적절한 사례다.

## 그로스해킹 시행 시 유의사항

### 제품 시장 궁합(MPF)
제품 시장 궁합(Market Product Fit)을 찾는 노력을 게을리 한다. 라이언 홀리데이는 그의 저서 <스타트업을 위한 실용주의 마케팅-그로스 해킹>에서 그로스 해킹은 제품 시장 궁합에서부터 시작한다고 말한다. 제품 시장 궁합은 제품과 그 소비자 사이에서 완벽한 조화 상태를 만드는 작업을 지칭하는데, 실제로 소비자들에게 필요하고 소비자들이 원하는 제품을 만드는 것을 의미한다. 그러므로 그로스해킹을 시행하기 앞서 제품 시장 궁합을 찾는 것이 매우 중요하다. 그러나 몇몇 스타트업들은 제품 시장 궁합을 찾기도 전에 자사의 제품이나 서비스를 과신하여 곧바로 그로스 해킹을 하고자 한다. 그로스 해킹은 소비자에게 외면받는 제품이나 서비스를 단번에 인기 제품으로 만들어주는 마법의 프로세스가 아니다. 그로스 해킹의 대가로 불리는 션 앨리스는 스타트업의 초기 예산 95%는 제품을 만드는 데 투자하고 5%는 마케팅에 투자해야 한다고 말한다. 따라서 섣부르게 그로스 해킹에 뛰어들기 전에 제품 시장 궁합을 찾기 위해서 충분한 시간과 노력을 투자해야할 필요가 있다. 제품 시장 궁합을 찾는 가장 좋은 방법은 최소 존속 제품 (Minimum Viable Product)로 시작해서 피드백을 통해 개선하는 것이다.

### 데이터 분석
데이터를 추적하고 데이터의 분석을 하지 않으면 그로스 해킹은 그 의미를 잃는다. 그로스 해킹의 과정에서 실패는 단순히 실패가 아니다. 실패로부터 교훈을 얻는다는 말이 있듯이 서비스의 개선이 좋은 시장 반응을 얻는 데 실패했다 하더라도 이러한 시행착오로부터 소비자의 성향, 마케팅 전략의 문제점 등 배울 점이 분명히 있다. 하지만 많은 이들이 실패를 대수롭지 않게 생각한다. 그저 다음에 성공하면 된다는 식으로 실패를 그냥 넘기고 만다. 이로 인해서 그로스 해킹을 위한 투자가 단순히 예산 낭비에 그치고 만다. 여러 차례의 시도를 통해서 많은 데이터를 얻고 이를 분석함으로써 그로스해킹의 목표를 달성하기 위한 단계를 하나하나 밟아 나가야 한다. 그리고 이러한 데이터의 추적과 분석을 보다 더욱 수월하게 하기 위해서 수치화할 수 있는 목표를 세워야 할 필요가 있다.

## 전망
그로스 마케팅은 정보화 시대의 모습과 기술의 발전을 마케팅 전략 수립 전반에 반영할 수 있는 새로운 마케팅의 영역이다. 제품 자체의 개발 과정에 걸쳐서 실제 데이터를 수집하며 이로부터 도출된 마케팅 아이디어를 다시 제품에 녹여내는 방식을 취하기 때문에, 빠른 기술의 개발과 피드백의 반영이 요구되는 현대 사회에서 효율성을 극대화할 수 있기 때문이다. 이처럼 제품 개발의 전과정에서 소비자가 참여하는 형태로 진행되어 유저들의 니즈에 기반할 수 있다는 점과 이로 인해 쉽고 빠른 확장이 가능하고 비용이 절감된다는 특성을 봤을 때 현대 사회의 마케팅에서 가장 이상적인 기법으로 비춰질 만한 특성을 지니고 있음이 분명하다. 그러나 그로스 해킹을 이용한 마케팅의 전 과정에서 본래 시행 목적과 의미를 충분히 고려해야만, 장기적으로 봤을 때 성공적으로 이어질 수 있을 것이다.